# Ochotona forresti
Ochotona forresti es una especie de mamífero de la familia Ochotonidae.

## Distribución geográfica
Se encuentra en China, el India, Birmania y Bután.